# Samplangan
Samplangan is een bestuurslaag in het regentschap Gianyar van de provincie Bali, Indonesië. Samplangan telt 5332 inwoners (volkstelling 2010).